# Allgemeiner Sportverein Bergedorf- Lohbrügge von 1885 e.V.
Allgemeiner Sportverein Bergedorf- Lohbrügge von 1885 e.V. é uma agremiação esportiva alemã, fundada a 29 de março de 1885, sediada em Hamburgo.

## História
O futebol é parte de um clube multi-esportivo que inclui departamentos de Aikidô, badminton, dança, ginástica, handebol, karatê, natação, tênis de mesa, tênis e windsurf.
A associação foi fundada como clube de ginástica Allgemeine Turnverein Bergedorf após romper com o Bergerdorfer Mannerturnverein 1860. Fundiu-se com outro clube de ginástica, Arbeiter Turnverein Phönix Sande, para formar o Freien Turnerschaft Bergedorf-Sande, em 1911. Um departamento de futebol foi formado dentro deste clube no ano seguinte. A mudança de nome do distrito da cidade de Sande, em 1929, levou à associação a adotar a denominação Freie Turnerschaft Bergedorf-Lohbrügge.
Como um clube de trabalhadores, o time jogou na Arbeiter-Turn-und Sportbund (ATSB). Com a ascensão ao poder, os nazistas dissolveram a liga e muitos clubes formados por trabalhadores desapareceram ou se tornaram parte de associações que eram politicamente mais palatáveis para o regime. O FT caiu para o menor nível até o final da Segunda Guerra Mundial, quando todas as organizações no país, incluindo as esportivas, foram dissolvidas de acordo com ordens das autoridades aliadas. O clube foi restabelecido a 20 de janeiro de 1946 como ASV Bergedorf 1885.
Obteve algum sucesso imediatamente após a guerra ao avançar à Verbandsliga Alster em 1948. A equipe continuou a jogar nesse segundo nível, então intitulado Amateurliga Hamburgo (II), até ganhar a promoção para a Oberliga Nord em 1958. O time fez campanhas medianas até 1963 com o advento da Bundesliga, a liga alemã de futebol profissional. O ASV passou a fazer parte da Regionalliga Nord (II). O clube continuou com classificações ruins até descer para a Verbandsliga Hamburgo (III) em 1969. A Verbandliga tornou-se um circuito de quarta camada em 1974 e posteriormente o quinto nível, em 1994, quando houve uma nova reestruturação da liga.

## Títulos
- Verbandsliga Hamburg Campeão: 1972, 1976, 1978
- Verbandsliga Hamburg-Germania (III) Campeão: 1948

## Fonte
- Grüne, Hardy (2001). Vereinslexikon. Kassel: AGON Sportverlag ISBN 3-89784-147-9